# Jakoetsktijd
Jakoetsktijd (Russisch: якутское время; jakoetskoje vremja) of YAKT, vernoemd naar de stad Jakoetsk, is een tijdzone in Rusland die 9 uur voorloopt op UTC (UTC+9) en 6 uur op Moskoutijd (MSK+6).

## Deelgebieden met Jakoetsktijd
- Jakoetië (westelijk deel, inclusief de Nieuw-Siberische Eilanden)
- oblast Amoer
- oblast Tsjita

## Steden met Jakoetsktijd
Steden met meer dan 100.000 inwoners met Jakoetsktijd:
- Blagovesjtsjensk
- Jakoetsk
- Tsjita